# Projeto de workflow
Um Projeto de Workfow baseia-se em três conceitos de complexidades crescente, primeiramente temos o conceito do Sistema 3R´s, em um estagio intermediário o Modelo de Referencia da WfMC e finalizando temos o com o esquema de XML as entidades da XPDL

## Sistema de 3R's
'Elementos primários do sistema Workflow – os três R´s
Os três Rs Roles, Rules and Routes, traduzindo Papéis, Regras e Rotas(Caminhos), são considerados os elementos primários do Sistema Workflow, sendo assim um sistema de Workflow precisa ser montado sobre as definições de quem faz o quê, de que forma e quando, e quais os caminhos que levam e trazem os pacotes de dados e informações que irão compor.
Essas definições têm como paradigma o planejamento intitulado 5QRC, ou seja, as respostas as seguintes perguntas por quê?, o quê?, quem?, quando?, qual lugar?, recursos? e como?.

### Papéis ou Roles
O detalhe mais importante no Workflow é “Quem faz o quê?”, como o papel de uma personagem em peça de teatro.
Papel ou Role é o conjunto de características e habilidades necessárias para executar determinada tarefa ou tarefas pertencentes a uma atividade.
O Papel ou Role sempre é o mesmo, as responsabilidades são sempre as mesmas, como um personagem existente naquela peça de teatro, o que muda são os atores, mas os papéis não.
Assim, como no caso dos atores, cada participante do Workflow deve ser treinado cuidadosamente. Esse treinamento deve dar atenção especial ao aprendizado do papel que cada um vai desempenhar, as responsabilidades inerentes ao papel, bem como aos resultados esperados e que serão medidos.
Existem dois tipos de Papel ou Role: usuário e função.

#### Papel Usuário
O papel usuário é pessoal e intransferível e serve para identificar todos os usuários que tenham acesso a um sistema Workflow. Quando o papel usuário deixar de existir por demissão, promoção ou outra ocorrência qualquer, deve ser desativado.

#### Papel Função
O papel função é o que a atividade deve desempenhar dentro da cadeia de valores. É obrigatória a definição de cada um dos papéis função existentes no fluxo de trabalho de forma particularizada. É necessário, também, definir um papel genérico e associá-lo a todos os usuários do sistema.
Para o Workflow, o papel função desempenhado numa atividade tem uma série de atributos que devem ser definidos como forma de se construir as camadas necessárias ao fluxo de trabalho do processo. É primordial que o sistema Workflow deva permitir que um papel função possa ser alterado de papel usuário, sem alterar seus atributos de papel função.
Seus atributos mínimos são: nome do Papel ou Role, Posição Organizacional, Nível Administrativo, Papel Supervisor e Direitos de Acesso.

##### Posição Organizacional
Deve descrever a localização do papel ou role dentro da empresa, que pode ser um grupo de trabalho, um departamento, um projeto ou até outra empresa

##### Nível Administrativo
Indica o nível em que o papel ou role está definido na organização. Isto permite criar um organograma dinâmico da estrutura do fluxo de trabalho

##### Papel Supervisor
É a definição de qual papel supervisiona o papel estudado

##### Os Direitos de Acesso
São um conjunto de atributos que definem com que tipo de permissão o papel pode acessar o Workflow.
Papéis ou roles são sempre associados a outros elementos, mais, especificamente, aos caminhos e às regras.

### Regras ou Rules
As regras são elementos que definem de que forma os dados que trafegam no fluxo de trabalho devem ser processados, roteados e controlados pelo sistema Workflow.
As regras definem, basicamente, quais informações devem transitar pelo fluxo de trabalho e sob quais condições. Cada documento enviado contém informações que serão usadas por quem as receber. Associadas ao documento, podem existir regras que especificam com clareza e exatidão a operação ou processamento do documento, quais as atividades que devem recebê-lo, quais as rotas a seguir e a quais cuidados especiais, se houver, o documento deve ser submetido.
A garantia de que a implantação do sistema terá sucesso encontra-se no conhecimento e organização prévios das regras que sustentam o fluxo de informações no sistema Workflow. Quanto mais detalhada for a descrição das regras que suportam cada documento, mais seguro será seu processamento, diminuindo a chance para que um papel ou role qualquer comprometa a agregação de valores no produto ou serviço.
Existe um tipo de dado num sistema de Workflow que, por suas características, se diferencia dos demais dados existentes num fluxo de trabalho. Esse dado leva o nome genérico de dado relevante. Um dado relevante, para Workflow, é toda e qualquer informação usada no fluxo de trabalho para avaliar condições e determinar qual a rota a ser seguida, qual processamento deve ser executado, e como um documento deve ser manuseado. Os componentes de uma regra, como início, tempo, execução e segurança são dados relevantes para qualquer sistema de Workflow.

### Rotas  ou Caminhos
O terceiro R, rotas ou caminhos, para Workflow, é o controle de movimentação exercido sobre os documentos. Os comandos do elemento rota controlam como os documentos se movem de um ponto a outro, dentro do fluxo de trabalho. Este elemento é tão importante quanto os outros dois, papéis e regras, pois, entre outras funcionalidades, garante que o documento chegue ao destino sempre que uma instância ou caso seja iniciado no Workflow.
Rota é o caminho lógico que, definido sob regras específicas, tem a função de transferir a informação dentro do processo, ligando as atividades associadas ao fluxo de trabalho.
Existem quatro tipos de Rotas ou Caminhos e cada um desses tipos tem um propósito que não deve ser confundido como simples sofisticação da ação de transferência:
·	serial;
·	paralelo;
·	condicional; e
·	conclusão.
O caminho serve para levar alguém, ou alguma coisa, de um lugar para outro. Às vezes, de um ponto a outro existem vários caminhos e nos decidimos por um deles sob determinadas condições. Para Workflow, essas condições, também, se aplicam e isso faz com que uma informação percorra um determinado caminho sob o controle de determinadas condições.

#### Caminho Serial
É o Caminho linear e direto entre os passos, não permitindo variações.
Nesse tipo de caminho, cada atividade tem, apenas, uma atividade anterior e, apenas, uma atividade posterior. Além disso, cada atividade deve ser completada antes que o trabalho seja enviado a atividade seguinte.

#### Caminho Paralelo
Se dá quando um grupo de passos pode ocorrer ao mesmo tempo e tem o mesmo passo anterior e o mesmo passo seguinte. Esse caminho propicia a agilização do processo, pois permite caminhos independentes entre si, que podem ocorrer ao mesmo tempo e, logo após, serem reunidos num ponto, denominado Ponto de Encontro. Esse Ponto de Encontro deve, também, ter a função de armazenamento até que todos os passos paralelos sejam concretizados e, somente, após isso, ser enviado ao próximo passo.

#### Caminho Condicional
Ocorre quando múltiplas rotas podem ser usadas e a escolha é feita por meio de determinada condição. Esse tipo de rota é determinado dinamicamente por eventos que ocorrem no processo, à medida que as atividades são executadas.

#### Caminho de Conclusão
É um caminho que tem apenas um motivo específico. É o caminho que um objeto de informação ou um processo toma para concluir uma operação. Existem dois tipos de rotas de conclusão:
·	um tipo endereça a ação a n atividades; e
·	o outro endereça a ação a, apenas, uma atividade.

## Modelo de Referência da WfMC
WfMS -Workflow Management System  é um sistema de Gerenciamento de Workflow responsável por gerenciar e executar completamente Workflows através da execução  de software cuja ordem de atividades é dirigida por uma representação  da lógica do Workflow no computador, proporcionando a automação  de um processo de negócios, gerenciando a seqüência de atividades de trabalho e chamando os recursos humanos e/ou eletrônicos apropriados associados com os vários passos das atividades.

### O Padrão Definido pela WfMC (Workflow management Coalition)
As ferramentas de WfMS certificam-se de que as atividades ocorram numa seqüência própria e que os usuários sejam informados para que possam executar suas tarefas prevenindo as pessoas para não esquecerem coisas, fazendo uma notificação  automática e imediatamente das atividades executadas.
“No nível mais alto, todos sistemas WfMS podem ser caracterizados como suporte em três áreas funcionais:
• funções de tempo de construção : preocupam-se com a definição , e possível modelagem do processo de Workflow e suas atividades constituintes;
• funções de controle em tempo de execução: preocupam-se com gerenciamento de processos de Workflow em um ambiente operacional e sequenciamento de várias atividades para serem manuseadas como parte de cada processo;
• interações em tempo de execução  com usuários e ferramentas para processamento dos vários passos das atividades.”

#### Modelo de Referência da WfMC
O Modelo de referencia de workflow foi criado a partir da estrutura de uma aplicação genérica, identificando as interfaces que permitem aos produtos interagir aos mais diversos níveis. Como diversos produtos apresentam níveis de capacidade diferentes em cada modulo é necessário definir interfaces entre estes, de forma a que possa existir interoperabilidade entre produtos.
A interface que envolva o Workflow Enactment Service designa-se por WAPI - Workflow API, e possui formatos de intercâmbio. Esta interface pode ser considerada como um conjunto de pontos por onde os serviços do sistema de workflow podem ser acessados. E que regulam as interações entre o software de Controle  de workflow e os restantes componentes do sistema. Uma vez que
como muitas das funções das diversas interfaces são comuns torna-se mais apropriado considerar a WAPI como uma interface de serviço  unificada que suporta funções de gestão de workflow sobre 5 áreas funcionais.

#### Representação Serviços
A Representação Serviços disponibiliza um ambiente onde ocorre a inicialização e ativação de processos (onde os vários processos de workflow podem correr). Usando um ou mais motores de gestão de workflow (Workflow Management Engines), responsáveis por interpretar e ativar parte ou todo o processo, e a comunicação  com recursos externos necessários a realização  das
várias atividades.
'Workflow Enactment Service' é um serviço de software que consiste em um ou mais motores de workflow com o objetivo de criar, gerir e executar instâncias de workflow. As diversas aplicações podem interagir com este serviço pela Workflow Application Programming Interface

#### Motor de Workflow
O Motor de Wokflow (Workflow Engine) é responsável por parte ou pelo total Controle  do ambiente dentro de um Enactment Service. Sendo capaz de controlar a execução de um determinado conjunto de instâncias de processos ou sub-processos com um fim. Determinado por uma quantidade de objetos e seus atributos, que consegue interpretar de entre as definições do processo.
Definição  - Workflow Engine Um Serviço  de software ou ”Motor”que disponibiliza o ambiente de execução  para uma instância de workflow.
Tipicamente este tipo de software disponibiliza primitivas para tratar de:
• Interpretação  da definição  do processo
• Controle  de instâncias de processos - criação  , ativação  , suspensão   , terminação  , etc.
• Navegação  entre as várias atividades do processo, que podem envolver operações seqüenciais
ou paralelas, imposição  de prazos, etc.
• Entrada e saída dos participantes
• Identificação de itens que requerem atenção  do utilizador, e uma interface para a intervenção deste
• Manutenção  dos dados relativos ao workflow, e encaminhamento destes entre os vários participantes
• Uma interface com capacidade de invocar aplicações externas, e passagem de dados importantes
• Ações de supervisão para Controle , administração  e auditorias.

### Interface de Definição de processo
Esta interface permite uma ligação  entre as ferramentas de definição  de processos e os ambientes onde são executados (runtime workflow management).
Chamadas API para aceder as definições de processo:
 Estabelecimento de Sessões 
• Estabelecer/cortar as ligações entre os vá  rios componentes Operações de Definição  de Workflow
• Obtenção  das listas de definição  de processos de workflow
• seleção  /De-Selecção  da definição  de um determinado processo para obter uma handle de sessão para outras operações a nível de objetos (outros workflows, etc)
• Leitura e escrita de objetos de definição  de workflow de topo.
 Operações sobre objetos de definição  de Workflow 
• Criar, remover e consultar objetos dentro de uma definição  de workflow
• Consultar, alterar, e remover atributos de atributos.
Meta-Modelo Básico
Para o Meta-Modelo Básico de definição  de workflow, foram definidos vários componentes, com os mais variados atributos, que são enumerados em seguida:
 Definição  de Tipo de Workflow 
• Nome do processo de workflow
• Número de Versão
• Condições de inicio e fim
• Informação  de Segurança , Auditoria e outro controle
 Atividade 
• Nome da atividade
• Tipo de atividade
• Pré e pós condições da atividade
• Outro tipo de restrições de escalonamento
 Condições de Transição 
• Condições de fluxo ou de execução
 Dados Relevantes de Workflow 
• Nome e caminho para os dados
• Tipos de Dados
 Papel 
• Nome e entidade Organizacional
 Aplicação Invocada 
• Tipo ou nome Genérico
• Parâmetros de execução
• Localização  ou caminho de acesso

#### Interface Aplicação Cliente
Estas aplicações interagem diretamente com o utilizador quando é   necessário algum tipo de intervenção  por sua parte. Podendo ser distribuídas como parte do pacote de software de WfMS, ou escritas pelos utilizadores.
A interface entre a aplicação cliente e o motor de workflow deve ser suficientemente flexível para permitir vá  rios tipos de implementações uma vez que é   dada a opção  aos utilizadores de a modificarem.
Em termos funcionais as funções da API subdividem-se em:
 Estabelecimento de sessões 
• Estabelecimento/corte de sessões (ligações) entre os sistemas
 Operações de definição  de Workflow 
• Obtenção  /Consulta (que pode ou não ter critérios de seleção  ) de nomes ou atributos
 Controle  de Processo 
• criar/iniciar/terminar uma determinada instância de um processo
• suspender/resumir uma instância de um processo
• força r uma mudança  de estado de uma instância de um processo
• alterar/adicionar/consultar um atributo(ex: prioridade) de um processo
 Estado de processo 
• abrir/fechar um processo ou atividade, Consultar usando filtros
• Obtenção  de detalhes de instância(s) de processo(s), ou uma atividade(s), com possibilidade do uso de filtros
 Tratamento de Worklists/Workitems 
• Abrir/fechar uma consulta a uma Worklist (lista de tarefas), podendo ser filtradas
• Obtenção  de itens da Worklist, com opções de filtragem
• Notificação  da seleção  /redistribuição  /finalização  de um workitem específico
• Alteração  ou consulta de um atributo de um Workitem
 Supervisão de processos 
(Estas funções têm como objetivo permitir a supervisão e alteração de todos os processos, e tem como intenção  de ser acessíveis apenas a utilizadores com um nível de privilégios elevado)
• Alterar o estado operacional de uma definição  de um processo de workflow e/ou as instâncias desse processo
• Alterar o estado de todas as instâncias de processos ou atividades de um determinado tipo
• Adicionar/Alterar atributos a todos os processos de um determinado tipo
• Terminar todas as instâncias de um processo
 Tratamento de Dados 
• Obtenção  / retorno de dados de aplicação ou informação  necessária a continuação  do workflow.
 Funções de Administração 
Podem ser incluídas funções de administração  adicionais caso se verifique ser apropriado para um determinado tipo de cliente.
 Invocação  de Aplicações 
As funções referidas acima permitem um nível Básico para invocação de aplicações , por permitirem acesso a atributos de processos/atividades.

#### Interface Aplicação Invocação
Pode-se assumir com algum grau de certeza que qualquer implementação  de um WfMS não tem capacidade para invocar todas as aplicações potencialmente necessárias. Então para um determinado tipo de aplicações que têm tipos de dados bem definidos pode usar-se um mecanismo de comunicação  Padrão (o X.400 é   dado como exemplo). Para um outro tipo de aplicações cria-se uma ”aplicação middleware”que usa uma API Padrão para comunicar com o Workflow
Enactment Service, ou então é   criada uma nova aplicação de raiz que use estas APIs.
Em traços gerais as APIs devem ter funções para:
 Estabelecimento de sessões 
• Estabelecimento/corte de sessões (ligações ) entre os sistemas
 Gestão de atividades Direção  Workflow engine - Aplicação 
• Iniciar atividade
• Suspender/Retomar/Abortar atividade direção  Aplicação - Workflow engine
• Notificação  de conclusão de atividade
• Sinalização  (para sincronização  por exemplo)
• Obtenção  de atributos da atividade
 Tratamento de Dados 
• Trocar informação  relevante (parâmetros necessários a aplicação  , e informação  necessária a continuação  do processo de workflow)
• Envio de dados `a aplicação

#### Interoperabilidade
Um dos objetivos chave desta definição  de Padrãos é   definir como podem 2 WfMS de fabricantes diferentes interagir entre si.
Existem 2 aspectos necessários para que possa haver interoperabilidade:
• é   necessária uma interpretação  comum da definição  dos processos, que pode ser obtida através do uso de um mesmo processo building tool, exportando atributos dos processos, ou através do uso de uma gateway que faz um mapeamento dos objetos e atributos.
• Suporte para transferência de dados de Controle , informação  relativa ao estado do processo de workflow. Durante a execução  são usadas funções da WAPI para acesso a serviços, falando os workflow engines diretamente uns com os outros, caso isto não seja possível construísse então uma gateway. Algumas das funções referidas atrás podem ser usadas para a interoperabilidade entre servidores como:
• Estabelecimento de Sessões
• Operações sobre definição  de workflow e objetos
• Controle  e auditoria de processos
• Gestão de atividades
• Tratamento de dados
Também  se torna necessário um certo nível de gestão centralizada entre os vá  rios WfES

#### Interface e Monitoração da Administração
Também  foi definida uma interface para administração  e auditoria/monitorização  dos sistemas Operações de
 Gestão de Utilizadores 
• Estabelecer/apagar/suspender/corrigir privilégios de utilizadores ou Workgroups
 Gestão de Papeis 
• Estabelecer/apagar/corrigir papéis ; relações entre participantes
 Auditoria a operações de Gestão 
• Operações de pesquisa, apagar, impressão e começa r de novo sobre logs
 Operações de Controle  de Recursos 
• Adicionar, remover ou modificar as características de concorrência de uma atividade ou processo
 Operações de Supervisão de Processos 
• Mudar o estado de uma definição  de um processo de workflow, e/ou das suas instâncias
• Escolher de entre as vá  rias versões da definição  de um processo
• Mudar o estado de todos as instâncias de processos ou atividades de um certo tipo
• Atribuir novos atributos a todas as instâncias de processos ou atividades de um certo tipo
• Terminar todas as instâncias de processos.
 Operações de Auditoria de Processos 
• Abrir ou fechar Consultas a instâncias de atividades ou processos, com filtros opcionais
• Consulta de detalhes sobre instâncias de processos ou atividades, com filtros

## XPDL
XPDL – XML Process Definiton Language 
Ferramentas de modelagem, analise, descrição e documentação de processos de negócio,
são utilizadas e possuem uma grande variedade.A carência de tecnologias para implementar
processo de negócio via web ainda é muito grande.Um formato comum de comunicação que suporta a
transferência de definição de processo de workflow entre produtos,  com intuito de permitir a
interoperabilidade de processos distribuídos na Web, foi definido pela WfMC(Workflow Modeling Coalition).

### A Proposta
Com o objetivo de conseguir um método comum de  acesso e descrição de definições um meta-modelo de definição
foi desenvolvido para processo de workflow. Entidades de uso em comum são identificadas pelo meta-modelo,
e através da transformação de esquemas proprietário, surge a possibilidade de comunicação entre sistemas de worflow remotos.
"Um elemento chave do XPDL é a sua extensibilidade para tratar informações de
diferentes produtos e ferramentas. Baseado num “meta-modelo-mínimo” que descreve
as entidades básicas de um processo, o XPDL consegue representar as características
fundamentais dos atuais sistemas de workflow. Mas, para tanto, esses sistemas devem
ser capazes de executar as duas operações básicas descritas a seguir:
•	Importar uma definição XPDL de workflow;
•	Exportar uma definição XPDL de workflow que seja imagem da representação
interna do produto proprietário."

### O Meta-Modelo XPDL
O Meta-Modelo XPDL proposto descreve relacionamentos, atributos, e entidades simples de um processo de workflow.

#### Workflow Application Declaration
"A entidade Workflow Application Declaration consiste numa lista de todas as
aplicações e ferramentas que precisam ser chamadas pelos processos de workflow
definidos no XPDL."
Aplicações  devem estar definidas, ou no mínimo declaradas no modelo.Isso é, a definição "real" pode estar a cargo
de um gerenciador de objetos, permitindo dessa forma seu funcionamento em ambientes multi-plataformas.O XPDL
consegue dessa forma abstrair particularidades de cada programa.

#### Workflow Process Definition
A entidade Workflow Process Definition define elementos que farão parte do
workflow. Ela possui definições/declarações para as entidades Activity,
Transition, Application e Workflow Relevant Data (respectivamente) disponibilizando informações que serão utilizadas na
administração (data de criação,
autor, etc) e durante a execução do processo (inicialização de parâmetros,
prioridade de execução, verificação de time-outs, notificação de pessoas ou serviços,
informações de simulação, etc).

#### Workflow Atividade de Processamento
A entidade Workflow Process Activity é utilizada  na definição de atividades elementares
que fazem parte de um processo de workflow. Seus atributos especificam
"informações de controle da atividade, designação dos executores da atividade,
informações em tempo de execução (como prioridades) e dados usados
especificamente em regras de negócio e simulações."

#### Transição de Informação
"A entidade Transition Information descreve as possíveis transições entre atividades e
as condições para habilitação ou desabilitação das mesmas (transições) durante a
execução de um workflow."  O diagrama de processo de workflow  é na verdade um  grafo orientado
(digrafo) e seus nós representam atividades e arestas representam transições.
"Cada mudança de estado (transição A para transição B) pode
ser executada somente mediante o atendimento das condições de transição, que
podem ser desde simples testes de comparação numérica até a execução de longos
procedimentos de validação."

#### Workflow Participantes
"Abaixo lista que apresenta os tipos de Workflow Participant (participante do processo)
que podem existir:
•	Recurso: um objeto específico dentro do sistema. Um computador, por
exemplo.
•	Conjunto de recursos: um grupo composto por recursos. Servidores
trabalhando em conjunto, por exemplo.
•	Papel: a função que uma pessoa pode adquirir numa organização. Um
coordenador, por exemplo.
•	Organização: uma unidade dentro de um modelo organizacional. Um
departamento de marketing, por exemplo.
•	Pessoa: um humano interagindo com o sistema através de uma aplicação
(interface). Um funcionário da organização, por exemplo.
•	Agente: um agente automatizado. Um serviço web (Web Service), por
exemplo."

#### Workflow Relevant Data
"A entidade Workflow Relevant Data representa as variáveis do processo que
tipicamente são usadas para a tomada de decisões (condições de transições, por
exemplo) ou valores de parâmetros que são passados entre atividades. Esses dados
não devem ser confundidos com os demais dados da aplicação, controlados e
acessados globalmente (pelas aplicações remotas) e não visíveis ao sistema de
gerenciamento do workflow. O dados da entidade em questão são todos aqueles
necessários para o funcionamento do processo de workflow."